# خانه برناردا آلبا (فیلم ۱۹۸۷)
خانهٔ برناردا آلبا (به اسپانیایی: La casa de Bernarda Alba) یک فیلم محصول اسپانیا است که در سال ۱۹۸۷ منتشر شد.